# Program Luna
Program Luna (rusky Луна) byla série nepilotovaných vesmírných misí Sovětského svazu, která byla v letech 1959 až 1976 zaměřena na dosažení a prozkoumání Měsíce. Přinesly řadu informací o Měsíci, o jeho složení, teplotě či gravitaci. Z celého programu 24 misí bylo 15 úspěšných, ačkoliv celkový počet misí byl vyšší. Mise, které nedosáhly orbitu, však nebyly do programu započítávány. Jedna mise skončila na suborbitě.

## Průběh programu v Sovětském svazu

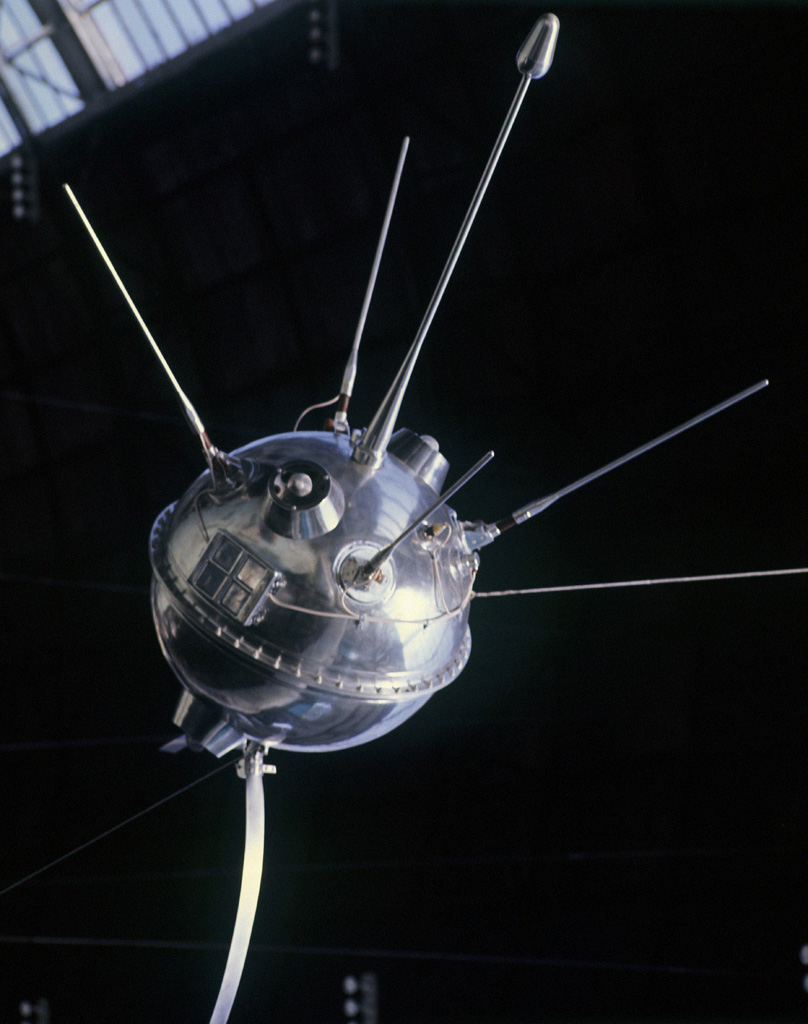
Sonda Luna 1, která jako první na světě dosáhla druhé kosmické rychlosti a opustila gravitační zónu Země.

Kosmický výzkum na konci padesátých let znamenal pro Sověty vše, na co mohli být hrdí. Do konce roku 1958 byly do kosmu vypuštěny čtyři stroje (Sputnik 1, Sputnik 2, Sputnik 3 a Explorer), z toho první tři sovětské. V dobývání vesmíru nad Američany jasně vedli a nechtěli polevit. Začali proto vypouštět k Měsíci řadu sond s poetickým názvem Luna (rusky Měsíc). První oficiálně přiznaný let (předcházely mu tři neúspěšné pokusy) byl označen Luna 1. Odstartoval 2. ledna 1959 a cílem sondy bylo dopadnout na povrch Měsíce. Díky špatnému výpočtu rychlosti nosné rakety se tak však nestalo.
Na povrch Měsíce dopadla až sonda Luna 2 a to 13. září 1959. Cílem Luny 3 nebylo přistání na Měsíci, ale jako první přinesla fotografie odvrácené strany Měsíce. Z dalších letů byl zajímavý let Luna 16, který jako první v rámci programu Luna přivezl vzorky hornin a Luna 17, která na povrch Měsíce dopravila vozítko Lunochod. Sovětský svaz na Měsíc nikdy nevyslal kosmonauta (utajený projekt byl po řadě neúspěchů zrušen), ale přesto program Luna přinesl řadu důležitých informací a zkušeností.
V rámci programu Luna bylo vypuštěno z Bajkonuru mnoho dalších sond. Ty neúspěšné nebyly tehdy vůbec oznámeny, nebo získaly označení programu Kosmos.

## Obnovení programu Luna v Rusku
Roskosmos plánuje nové mise Luna, jako součást ruského lunárního programu. Jedná se o několik průzkumných robotických misí k Měsíci, první měla být Luna 25. 
Start nosné rakety Sojuz 2.1b/Fregat se sondou Luna 25 proběhl 10. srpna 2023, mise skončila 19. srpna 2023 neúspěšně neřízeným dopadem sondy na povrch Měsíce.

## Zajímavosti
Sovětský svaz počítal s vynesením jaderné bomby a zasažení Měsíce. Z projektu sešlo z důvodu rizika při vynášení jaderné bomby na oběžnou dráhu. O podobném projektu se diskutovalo i v USA, byl ale zavržen.

## Seznam sond Luna
| Název sondy | Datum vypuštění    | Popis | Nosná raketa |
| ----------- | ------------------ | --- | ------------ |
| Luna 1      | 2. ledna 1959      | Sonda proletěla kolem Měsíce. | Vostok-L     |
| Luna 2      | 12. září 1959      | Dopadla na povrch Měsíce. | Vostok-L     |
| Luna 3      | 4. října 1959      | Pořídila fotografie odvrácené strany Měsíce.                                                                                          | Vostok-L     |
| Luna 4      | 2. dubna 1963      | Neúspěšný pokus o přistání. | Molnija      |
| Luna 5      | 9. května 1965     | Dopadla na povrch Měsíce. | Molnija      |
| Luna 6      | 8. června 1965     | Neřízený průlet kolem Měsíce | Molnija      |
| Luna 7      | 4. října 1965      | Dopadla na povrch Měsíce. | Molnija      |
| Luna 8      | 3. prosince 1965   | Dopadla na povrch Měsíce. | Molnija      |
| Luna 9      | 31. ledna 1966     | První přistání na Měsíci. | Molnija-M    |
| Luna 10     | 31. března 1966    | První satelit. | Molnija-M    |
| Luna 11     | 24. srpna 1966     | Satelit. | Molnija-M    |
| Luna 12     | 22. října 1966     | Satelit. | Molnija-M    |
| Luna 13     | 21. prosince 1966  | Televizní vysílání. | Molnija-M    |
| Luna 14     | 7. dubna 1968      | Satelit. | Molnija-M    |
| Luna 15     | 13. července 1969  | Neúspěšný pokus o dopravu vzorků. Sonda havarovala při pokusu přistát na Měsíci ve chvíli, kdy byla na jeho povrchu posádka Apolla 11 | Proton-K/D   |
| Luna 16     | 12. září 1970      | Vzorky z Měsíce dopraveny na Zemi. | Proton-K/D   |
| Luna 17     | 10. listopadu 1970 | Vysazen pojízdný modul – Lunochod 1                                                                                                   | Proton-K/D   |
| Luna 18     | 2. září 1971       | Neúspěšný pokus o přistání. | Proton-K/D   |
| Luna 19     | 28. září 1971      | Satelit | Proton-K/D   |
| Luna 20     | 14. února 1972     | Vzorky z Měsíce dopraveny na Zemi. | Proton-K/D   |
| Luna 21     | 8. ledna 1973      | Lunochod 2 | Proton-K/D   |
| Luna 22     | 2. června 1974     | Satelit. | Proton-K/D   |
| Luna 23     | 28. října 1974     | Satelit. | Proton-K/D   |
| Luna 24     | 14. srpna 1976     | Vzorky z Měsíce dopraveny na Zemi. | Proton-K/D   |

| Název sondy | Datum vypuštění | Popis                       | Nosná raketa      |
| ----------- | --------------- | --------------------------- | ----------------- |
| Luna 25     | 10. srpna 2023  | Neúspěšný pokus o přistání. | Sojuz 2.1b/Fregat |